# Лудвиг Мис ван дер Рое
Лудвиг Мис ван дер Рое (*27. март 1886. Ахен — †17. август 1969. Чикаго) је био немачки, а касније амерички архитекта.Ван дер Рое се са Валтером Гропијусом и Ле Корбизјеом сматра зачетником модерне архитектуре. Он је био у потрази за архитектуром која ће бити огледало живота у двадесетом веку.
Ван дер Роеове грађевине се одликују чистим формама и интензивном употребом стакла, челика и бетона. Његов рад је допринео појави зграда са стакленим фасадама интернационалног стила. Говорио је да су његове грађевине „кост и кожа“.
Током 1930-их, Мис је био последњи директор Баухауса, револуционарне школе модернистичке уметности, дизајна и архитектуре. Након успона нацизма на власт, са снажном опозицијом модернизму (што је довело до затварања самог Баухауса), Мис је емигрирао у Сједињене Државе. Прихватио је позицију да води архитектонску школу на данашњем Институту за технологију Илиноиса у Чикагу.

## Живот и архитектура
Прве основе за свој каснији занатлијски таленат и своје звање стекао је од свога оца који је поседовао клесарску радњу. У годинама 1897–1900. похађао је црквену школу. Преселио се у Берлин 1905. године где се запослио као архитекта и дизајнер намештаја код Бруна Паула. Прву грађевину је пројектовао као 21-годишњи архитекта 1907. године. Била је то дрвена зграда у стилу 18. века на коју је утицала енглеска архитектура. Од 1908. године сарађивао је са Петером Беренсом. Посветио се студијама архитектуре Фридриха Шинкела и Френка Лојда Рајта. У годинама 1911–1912. радио је на пројекту немачке амбасаде у Санкт Петербургу и пројектовао је породичну кућу супружника Кронел у Хагу.
Сопствени атеље је основао већ 1912. године. У својим првим радовима се трудио за радикалнији спој архитектуре и технике. У сарадњи са Хансом Рихтером, Вернером Графом и Ел Лисицким издавао је ревију Г. („Gelstaltung“). Залагао се за индустријализацију свих области архитектуре.
После завршетка Првог светског рата године 1918. укључио се у Новембер-групу где је био директор изложби у архитектури, а 1926. године је изабран за председника удружења уметника и архитеката у немачком „Werksbundu“. Године 1921. је одржан конкурс за Берлински облакодер. За пројекат Л. М. ван дер Роа није било интересовања и тако је овај пројекат постао фаза естетске студије без икакве употребне вредности. Зграда се карактерисала једноставношћу, имала је стаклену фасаду и одредила је развој облакодера 40-их и 50-их година 20. века.
Развео се 1921. године и променио је име којем је додао холандско „ван дер“ и породично презиме своје мајке Рое. Постаје директор изложбе „Werkbund Exposition“ 1927. године. Шеснаест светских архитеката је презентовало 320 пројеката модерних зграда и архитекте су користиле психолошка и социолошка знања уз употребу савремених материјала, углавном бетона и стакла. Биле су то прве зграде у којим су употребљене кубичке форме и равни кровови.
Године 1928. била му је, као директору немачке секције изложбе у Барселони, поверена улога пројектанта немачког павиљона. Зграда је служила као центар за информације и преноћиште. Зграда је 1930. године уништена и у периоду од 1983. до 1989. године поново изграђена као узор савремене архитектуре. Значајни су били употребљени материјали и отворена диспозиција која је спајала ентеријер са екстеријером. Спој је настао из потребе остварења кретања посетилаца на изложби. Уједно је радио и пројекат за супружнике Тугендхат у Брну.
У ово доба је пројектовао и кућу за Емила Нолдеа и Херберта Герика који нису били тако познати. У годинама 1930–1933. водио је као директор познату уметничку школу Баухаус за коју је направио неколико пројеката.
Године 1938, с обзиром на политичку ситуацију у Немачкој, емигрирао је у САД и још исте године је постао управник одељења за архитектуру на „Armour Institute“, касније „Institute of Technology“ у Чикагу за који је предложио урбанистичко решење и неколико зграда.
Главни знак његових радова у САД је челични скелет са правилном основом који је модуларан. У модулу је саградио и викенд кућу Едите Фарнсворт, коју је схватио као отворени павиљон. Даље грађевине за које је користио скелетну конструкцију биле су зграда Факултета „Crown Hall“ за IIТ, за коју је искористио идеју великог друштвеног простора испод спуштене таванице на рамовима, и стамбене зграде „Lake Shore Drive“ у Чикагу. Његово последње дело је Нова национална галерија у Берлину. Умро је 1969. године у Чикагу.

## Касније године и смрт
Током последњих двадесет година свог живота, Мис је развио и изградио своју визију монументалне архитектуре „коже и костију“ која је одражавала његов циљ да појединцу обезбеди место да се испуни у модерној ери. Мис је настојао да створи слободне и отворене просторе, затворене унутар структуралног поретка са минималним присуством. Године 1963. одликован је Председничком медаљом слободе.
Мис ван дер Рое је умро 17. августа 1969. од рака једњака изазваног пушењем. Након кремације, његов пепео је сахрањен у близини других познатих чикашких архитеката на чикашком гробљу Грејслaнд. Његов гроб је обележен намерно неукрашеном црном плочом чисте линије од углачаног гранита и великим стаблом трновца.

## Дизајн
Бавио се и дизајном и био је последњи директор уметничке школе Баухаус. Постао је познат по својим речима „мање је више“. Његова столица из Брна коју је предложио за породицу Тугендхат израђује се и дан данас. Сличну славу је имала и његова барселонска столица.

## Допринос
Допринос његовог рада почива углавном у употреби јасне и чисте скелетне конструкције. Његове грађевине су постале привлачне кроз његов приступ ка детаљима, функционалну флексибилност, због употребљених квалитетних материјала и рафиниране елеганције из којих је проистекао његов мото „Мање је више“.

## Одабрана дела
- Стамбене зграде и концепт насеља „Weissenhof“, Штутгарт, 1927.
- Кућа Х. Лангеа, Крефелд, 1928.
- Немачки павиљон у Барселони, 1928—1929. порушен 1930. и реконструисан у периоду између 1983. и 1989. године
- Вила Тугендхат, Брно, Чешка република, 1930.* Кућа Фарнсворт, Илиноис, 1946. до 1950.
- „Crown Hall“, Чикаго, Илиноис, 1950. до 1956.
- Стамбене зграде „Lake Shore Drive“, Чикаго, Илиноис, 1948. до 1951.
- „Seagram Building“, Њујорк 1954. до 1958.
- Нова национална галерија, Берлин, 1962. до 1968.

## Галерија
- Барселона, Немачки павиљон за светску изложбу 1929. (реконструкција)
- Кућа Естер (лево), Кућа Ланге (десно), у Крефелду
- Зграда IBM у Чикагу
- Павиљон за светску изложбу, детаљ 1
- Павиљон за светску изложбу, детаљ 2
- Павиљон за светску изложбу, детаљ 3
- Павиљон за светску изложбу, детаљ 4
- Стамбена зграда у Штутгарту
- поглед са задње стране
- унутрашњост
- "860-880 Lake Shore Drive", Čikago